# Pandesma
Pandesma is een geslacht van vlinders van de familie spinneruilen (Erebidae), uit de onderfamilie Calpinae.

## Soorten
- P. anysa Guenée, 1852
- P. decaryi (Viette, 1966)
- P. muricolor Berio, 1966
- P. partita Walker, 1858
- P. quenaradi Guenée, 1852
- P. quenavadi Guenée, 1852
- P. robusta (Walker, 1858)
- P. satanas Berio, 1968
- P. submurina Walker, 1865